# Риджвей (Аляска)
Риджвей (англ. Ridgeway) — переписна місцевість (CDP) в США, в окрузі Кенай штату Аляска. Населення — 2136 осіб (2020).

## Географія
Риджвей розташований за координатами 60°32′1″ пн. ш. 151°3′7″ зх. д. / 60.53361° пн. ш. 151.05194° зх. д. (60.533720, -151.051853).  За даними Бюро перепису населення США в 2010 році переписна місцевість мала площу 45,80 км², з яких 43,45 км² — суходіл та 2,35 км² — водойми.

## Демографія
Згідно з переписом 2010 року, у переписній місцевості мешкали 2022 особи в 780 домогосподарствах у складі 551 родини. Густота населення становила 44 особи/км².  Було 1038 помешкань (23/км²).
Расовий склад населення:
| - 88,0 % — білих - 4,3 % — корінних американців - 0,9 % — азіатів - 0,2 % — вихідців з тихоокеанських островів - 0,1 % — чорних або афроамериканців |

До двох чи більше рас належало 5,8 %. Частка іспаномовних становила 3,5 % від усіх жителів.
За віковим діапазоном населення розподілялося таким чином: 24,7 % — особи молодші 18 років, 62,4 % — особи у віці 18—64 років, 12,9 % — особи у віці 65 років та старші. Медіана віку мешканця становила 42,4 року. На 100 осіб жіночої статі у переписній місцевості припадало 106,5 чоловіків;  на 100 жінок у віці від 18 років та старших — 106,5 чоловіків також старших 18 років.
Середній дохід на одне домашнє господарство  становив 100 348 доларів США (медіана — 103 203), а середній дохід на одну сім'ю — 111 759 доларів (медіана — 110 234). Медіана доходів становила 83 594 долари для чоловіків та 42 000 доларів для жінок. За межею бідності перебувало 9,6 % осіб, у тому числі 18,4 % дітей у віці до 18 років та 5,3 % осіб у віці 65 років та старших.
Цивільне працевлаштоване населення становило 1076 осіб. Основні галузі зайнятості: освіта, охорона здоров'я та соціальна допомога — 25,1 %, сільське господарство, лісництво, риболовля — 15,7 %, роздрібна торгівля — 12,4 %, будівництво — 11,0 %.